# Bohnanza
Cet article possède un paronyme, voir Bonanza (homonymie).
Bohnanza est un jeu de société créé par Uwe Rosenberg en 1997 et édité par Amigo / Gigamic. Il est illustré par Björn Pertoft.
Pour 2 à 7 joueurs (initialement 5), à partir de 12 ans pour environ 45 minutes.

## Règle du jeu
Le but du jeu est faire des bénéfices en vendant des haricots que l'on a préalablement plantés dans un de ses 2 champs. Plus un champ contient de haricots, plus le prix de vente est élevé et plus le joueur reçoit de « Thunes » (recto des cartes vendues).
Le jeu est très apprécié car il n'y a pas de temps d'attente chaque joueur se sent concerné par les ventes et les plantations des autres et surtout chacun est indispensable pour les négociations.
Le jeu de société est simple à comprendre, à s'approprier et à transporter.

### Matériel
Le jeu se compose de 154 cartes haricot et de 7 cartes 3e champ.
Les haricots sont répartis en 11 familles dont le nombre pair de cartes varie entre 4 et 24. Ce nombre correspond également à la rareté des haricots (les cartes 24 sont plus fréquemment piochées que les cartes 4). En bas des cartes est indiqué le nombre de Thunes gagné en fonction du nombre de cartes vendues. 
Plus la carte est rare plus le nombre de thunes gagnés avec peu de cartes est important. « Thunes » correspond aux anciennes pièces de 5 francs.
La répartition des cartes est de tels qu'il y a 24 Harry Cogné, 22 Harry Cochet, 20 Harry Colt, 18 Harry Cauchemar, 16 Harry Cochon, 14 Harry Colique, 12 Harry Copain, 10 Harry Chaos, 8 Harry Comique, 6 Harry Coriace et 4 Harry Choco.
Les pièces et les chiffres en bas des cartes représentent le « haricomètre », les chiffres désignent les cartes vendues et les pièces le bénéfice de la vente en thunes.

### Déroulement

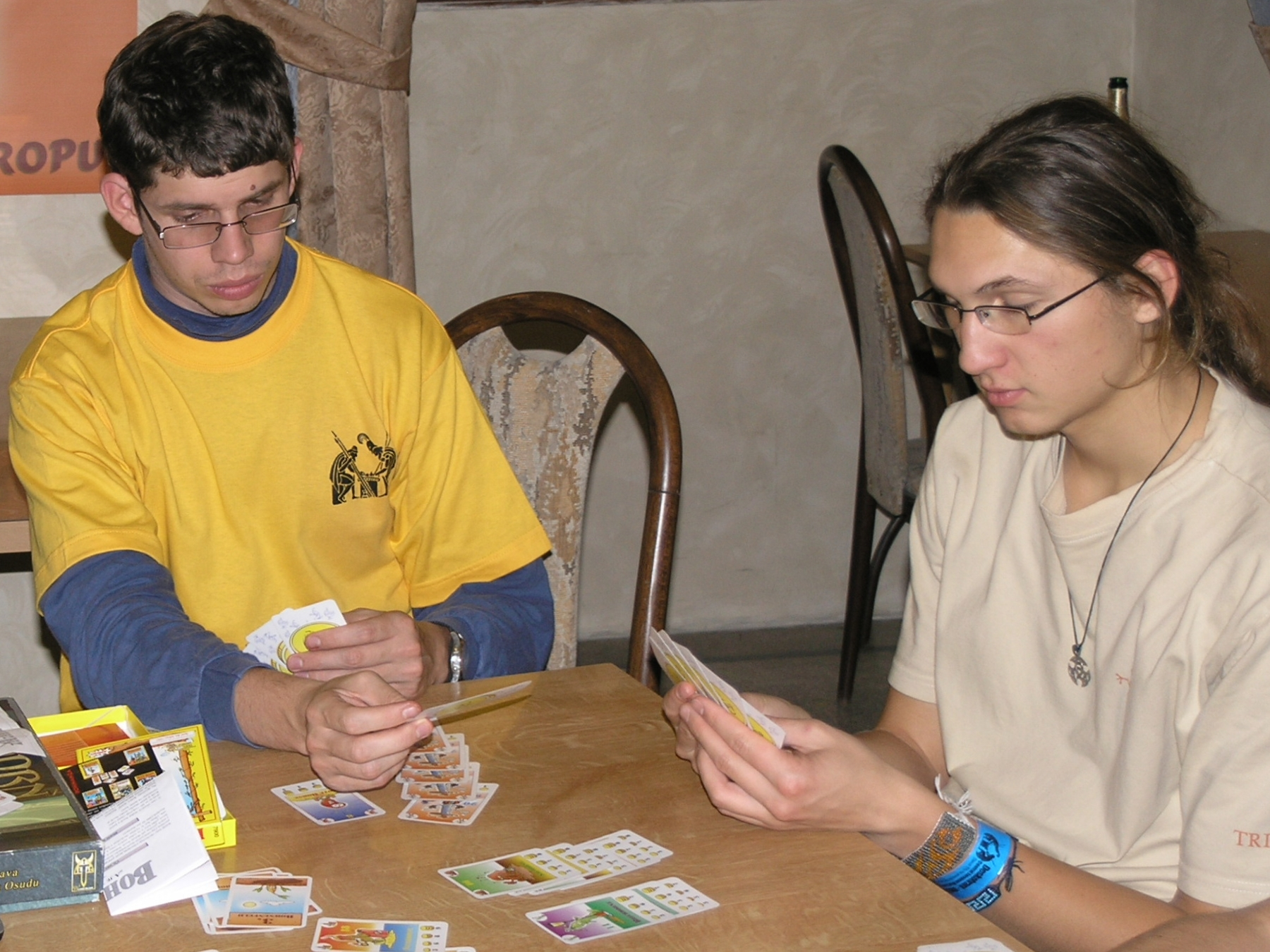
Une partie de Bohnanza en République Tchèque, 2008.

Chaque joueur reçoit cinq cartes haricot. Attention : l'ordre des cartes de sa main ne doit jamais être modifié au cours du jeu (même pendant les échanges). Les cartes piochées seront placées derrière la dernière carte.
À son tour, chaque joueur doit réaliser quatre actions :
1. poser la première carte de sa main
Le joueur doit poser la première carte de sa main, puis, s'il le souhaite, poser la deuxième dans l'ordre de sa main. Si les haricots ne sont pas de la même famille, il doit vendre tout le contenu d'un champ et remporter des Thunes si le nombre de cartes est suffisant.
Attention, il n'est pas possible de vendre un champ s'il ne contient qu'une carte. Il faut vendre l'autre champ. Si les 2 champs ne contiennent qu'une carte, le joueur choisit le champ qu'il souhaite vendre.
2. faire du commerce ou des cadeaux
Le joueur doit piocher deux cartes et les poser face visible sur la table. Il peut conserver ces 2 cartes ou les échanger contre celles de la main des autres joueurs (les autres joueurs ne peuvent échanger qu'avec le joueur dont c'est le tour). Les joueurs peuvent échanger une ou plusieurs cartes contre une ou plusieurs. Les cartes échangées ne peuvent plus l'être, elles doivent rester sur la table. Le joueur dont c'est le tour peut aussi échanger les cartes qu'il a en main. Les joueurs peuvent également offrir les cartes qui les "dérangent" (celles mal placées dans leur main). Les cartes offertes ne sont pas reprises en main, elles seront posées lors de l'action suivante.
Attention : durant toute cette phase il faut prendre garde à ne pas modifier l'ordre des cartes dans sa main.
3. placer les cartes piochées ou échangées
Les joueurs ayant échangé des cartes doivent maintenant les poser dans leurs champs, dans l'ordre qu'ils souhaitent. Si les haricots ne sont pas de la même famille, ils doivent les vendre en respectant les règles de la première action.
4. piocher trois nouvelles cartes
Le joueur achève son tour en piochant 3 nouvelles cartes (qui seront bien sûr placées derrière la dernière carte de sa main).

Pendant son tour, un joueur peut aussi acheter un 3e champ contre 3 Thunes. Ce champ fonctionne comme les deux autres.

### Fin de partie
Le jeu s'arrête lorsque la pioche est épuisée pour la 3e fois. Si cela survient pendant la 2e action, la 3e action se déroule normalement. Si cela arrive pendant la 4e action, le jeu s'arrête.
Le vainqueur est alors celui qui totalise le plus de Thunes. Les cartes en main ne sont pas comptabilisées, mais les champs non vendus le sont et rapportent des Thunes en fonction du nombre de cartes.

## Extensions
Erweiterungsset (1997), Uwe Rosenberg
Ajoute 3 nouvelles familles de haricots et permet de jouer à 7 joueurs.
La Isla Bohnitâ (1999), Uwe Rosenberg
Ajoute 2 nouvelles familles de haricots, des bateaux marchand qui aident au commerce et des bateaux pirates pour voler les haricots. Le nom est une parodie d'une chanson de Madonna. Cette extension serait la réponse de Uwe Rosenberg au jeu Les Colons de Catane.[réf. nécessaire]
High Bohn (2000), Uwe Rosenberg et Hanno Girke
Une extension sur le thème du Far West (cf. High Noon) qui ajoute des bâtiments pouvant être achetés quand un joueur vend un champ. Il y a un bâtiment pour chaque famille de haricots. Chaque bâtiment donne un avantage dans la plantation, la récolte ou le commerce. Ils ajoutent également des points en fin de partie. Cette extension remaniée par Amigo et Rio Grande, et éditée sous le nom High Bohn Plus depuis 2004.
Al Cabohne (2000), Uwe Rosenberg
Une extension sur le thème de la mafia (cf. Al Capone) qui permet de jouer tout seul et à 2 joueurs.
Mutabohn (2001), Uwe Rosenberg
Les joueurs peuvent transformer des haricots en haricots de valeur moins élevée, ce qui permet de planter différentes familles dans le même champ. Des cartes Bonus rapportent des points pour des séquences de mutations spécifiques.
Ladybohn (2002), Uwe Rosenberg
Ajoute des versions féminines aux familles de haricots. Les joueurs peuvent gagner plus de Thunes en plantant au sommet des champs une femme haricot.
Bohnaparte (2003), Uwe Rosenberg et Hanno Girke
Une extension sur le thème de Napoléon où les joueurs jouent à Bohnanza pour financer la campagne militaire pour conquérir le royaume des Haricots. Hanno Girke décrit ce jeu comme la rencontre de Bohnanza et de Risk.
Dschingis Bohn (2003), Hanno Girke
Une autre extension militaire où les mongoles attaquent le royaume des Haricots (cf. Genghis Khan). Dschingis Bohn peut être combiné avec Bohnaparte pour pouvoir jouer à 7 joueurs.
Telebohn (2004), Uwe Rosenberg
Une extension dans laquelle les OPAS sauvages remplacent le commerce.
Rabohnzel (The Bohnentaler) (2005), Uwe Rosenberg
Ajoute une pièce en plastique qui permet à un joueur de piocher 4 cartes au lieu de 3. Un joueur ne peut avoir cette pièce que s'il possède assez de haricots non récoltés dans ses champs.